# Storia delle altre
Storia delle altre è un saggio del 2003 della scrittrice e storica canadese Elizabeth Abbott.

## Contenuti
Questo libro offre, attraverso gli occhi di una storica, una panoramica e un'analisi della figura della concubina e dell'amante nel corso della storia dell'umanità, dai tempi antichi a quelli di oggigiorno, mostrandone il peso e gli effetti sui matrimoni e sulle persone coinvolte.

## Edizioni
- Storia delle altre. Concubine, amanti, mantenute, amiche, trad. di Carmen Covito e Marco Cavalli, Milano, Mondadori, 2006.